# USS Parche (SSN-683)
«Парче» (рус. один из видов рыбы-бабочки) — (англ. USS «Parche» (SSN-683), подводная лодка второго поколения проекта «Стёджен», отличающаяся «длинным» корпусом. «Парче» — вторая подводная лодка в составе ВМФ США с таким названием.
Заказана ВМФ США 25 июня 1968 года, заложена 10 декабря 1970 года и спущена на воду 13 января 1973 года. Построена компанией Ingalls Shipbuilding в городе Паскагула (Миссисипи).

## История
25 июня 1968 года ВМФ США предоставил подряд на постройку подводной лодки «Парче» компании Ingalls Shipbuilding и 10 декабря 1970 года был заложен киль подводной лодки. Субмарина была спущена на воду 13 января 1973 года и 17 августа 1974 года введён в состав флота под руководством капитана Ричарда Чарльза. Тогда же «Парче» получает свой уникальный радиопозывной «NEZW», который впоследствии никогда более не изменится.
После интенсивных ходовых испытаний «Парче» входит в 4 эскадру подводных лодок Атлантического флота ВМФ США и базируется в Чарльстоне (Южная Каролина). Осенью 1975 года «Парче» присоединяется к Шестому флоту в операции по патрулированию Средиземного моря, включающей визиты в несколько итальянских портов. В самом конце 1976 года «Парче» становится в док в Италии.
16 октября 1976 года «Парче» проходит Панамский канал и 30 октября приходит в свой новый порт приписки Маре-Айленд, Вальехо (Калифорния). Здесь «Парче» переходит в состав Тихоокеанского флота ВМФ США и входит в группу SDG-1 созданную Командующим Морскими операциями в 1967 году и выполняющую обязанности оперативного координационного центра по всем вопросам касающихся подводных операций. С этого момента «Парче» поручается провести комплекс мероприятий в рамках строго засекреченного проекта «Ocean Engineering» (рус. Подводная техника). Для проведения подобного рода операций «Парче» проходит первую серию модификаций, что сделает её непохожей на остальные субмарины типа «Стёджен». Самое заметное изменение облика лодки — это установка «DSRV Simulator» на палубе вблизи кормы.
С окончанием проведения модификаций «Парче», под командованием капитана Маурера (англ. Maurer) проводит 9 операций за что получает три Благодарности от командующего Флотом и пять Благодарностей от Президента США.
В 1979 году «Парче» в Баренцевом море участвует в операции Ivy Bells (рус. Берёзка) — совместной операции ВМФ США, ЦРУ и Агентства национальной безопасности. Целью операции являлось обнаружение и установка подслушивающих устройств на подводные кабельные линии связи Вооружённых сил СССР. Помимо «Парче» в операции участвовали подводные лодки USS Richard B. Russell (SSN-687) и USS Seawolf (SSN-575).
С октября 1980 года по декабрь 1984 года «Парче» уже под командованием Питера Грайфа (англ. Peter J. Graef) участвует в 4 операциях, включая рекордный 124-дневный поход в 1982 году. Одна из операций касалась поиска и подъёма с морского дна фрагментов Советской ракеты потерянной во время испытательных стрельб.
С декабря 1984 года по 1987 год «Парче» проводит ещё две операции. Хотя, большинство операций, в которых участвовала «Парче» носило скрытый характер, одна из них вероятно описана в книге Шерри Сонтага и Кристофера Дрю «Блеф слепого: Нераскрытая история американского подводного шпионажа» (1999 год).
В 1987 году «Парче» встаёт на ремонт, в ходе которого её ещё раз переоборудуют. На этот раз субмарине наращивают корпус. «Парче» получает 100 футовую (30,48 м) вставку перед рубкой что делает её абсолютно непохожей на субмарины того же проекта. Так же модернизации подвергается антенный комплекс, навигационное оборудование и вспомогательное электронное оборудование. Изменения коснулись и сонаров, лодка получила два новых сонара, направленных вверх, для работ подо льдами а также систему датчиков и видеокамер. Наращивание корпуса негативно сказалось на ходовых качествах подводной лодки. Теперь управлять лодкой приходилось намного более осторожно и тщательно проверять глубину, так как появилась тенденция к самопроизвольному изменению глубины.
В декабре 1993 года на «Парче» вступает в должность новый капитан Брюс Смит (англ. Bruce E. Smith). Под его командованием лодка уже во второй раз меняет порт приписки и на этот раз перебазируется на базу подводных лодок «Китсеп» в Бангоре (Вашингтон). Это было связано с решением Правительства США о закрытии базы Маре-Айленд в Вальехо (Калифорния).
За время службы в Бангоре «Парче» проводит ещё ряд операций, за что удостаивается ещё четырёх Благодарностей от Президента США и семи Благодарностей от командующего Флотом что сделало «Парче» самым титулованным кораблём в истории США. В общей сложности «Парче» награждена 9 Благодарностями от Президента США, 10 Благодарностями от командующего Флотом и 13 Морскими экспедиционными медалями.
19 октября 2004 года на военно-морской верфи Пьюджет-Саунд (Бремертон, штат Вашингтон) прошла церемония по выводу «Парче» из состава флота. Официально субмарина была выведена из состава флота 18 июля 2005 года, и в этот же день удалена из Регистра судов ВМФ США.
Утилизация лодки проходила там же, на военно-морской верфи Пьюджет-Саунд, (Бремертон, штат Вашингтон) в рамках программы по утилизации кораблей и подводных лодок ВМФ США. Утилизация окончательно была завершена 30 ноября 2006 года. Однако отдавая дань уважения самой титулованой подводной лодке США рубка «Парче» была сохранена и выставлена в качестве экспоната в Военно-морском музее города Бремертон (штат Вашингтон).